# Sosthène Bayemi Matjei
Sosthène Léopold Bayemi Matjei (ur. 26 grudnia 1964 w Matomb) – kameruński duchowny katolicki, biskup Obala od 2010.

## Życiorys

### Prezbiterat
Święcenia kapłańskie otrzymał 12 lutego 1994 i został inkardynowany do diecezji Eséka. Po kilkuletnim stażu wikariuszowskim odbył w Rzymie studia doktoranckie z zakresu filozofii oraz studia magisterskie z pedagogiki. Po powrocie do kraju został mianowany wikariuszem generalnym diecezji, zaś od 2004 był pracownikiem kameruńskiej nuncjatury.

### Episkopat
3 grudnia 2009 papież Benedykt XVI mianował go biskupem ordynariuszem diecezji Obala. Sakry udzielił mu 2 lutego 2010 metropolita Jaunde – arcybiskup Simon-Victor Tonyé Bakot.